# NGC 377
NGC 377 је спирална галаксија у сазвежђу Кит која се налази на NGC листи објеката дубоког неба.
Деклинација објекта је - 20° 19' 53" а ректасцензија 1h 6m 35,1s. Привидна величина (магнитуда) објекта NGC 377 износи 14,9 а фотографска магнитуда 15,7. NGC 377 је још познат и под ознакама ESO 541-19, MCG -4-3-53, IRAS 01041-2036, PGC 3931.